# Ana Lemo
Ana Lemo (aussi écrit Analimo, ou Analemmo) est un woreda du centre-sud de l’Éthiopie situé dans la zone Hadiya. Ce district compte 71 963 habitants en 2007. Son centre administratif est Fonko.
Issu d'une subdivision de son voisin Limu, Ana Lemo est bordé au sud-ouest par Limu, au nord par la zone Silt'e et au sud-est par Shashogo.
Il fait partie de la région des nations, nationalités et peuples du Sud jusqu'au transfert de la zone Hadiya dans la région Éthiopie du Centre en 2023.

## Données démographiques
Le recensement national de 2007 fait état pour Ana Lemo de 71 963 habitants dont 3 % de citadins qui sont les 2 380 habitants de Fonko.
Près de 55 % des habitants sont musulmans, 36 % sont protestants et 9 % sont orthodoxes.
En 2022, la population du district est estimée à 96 918 personnes avec une densité de population de 432 personnes par km2 et 224 km2 de superficie,.

## Agglomérations
Le centre administratif Fonko, ou Fonk'O, ou encore Fonk'a, se trouve 18 km au nord-est d'Hosaena sur la route en direction d'Addis-Abeba.
Les cartes mentionnent également Achamo située 13 km plus loin sur la même route juste avant la limite de la zone Silt'e.